# Secreció del mugró

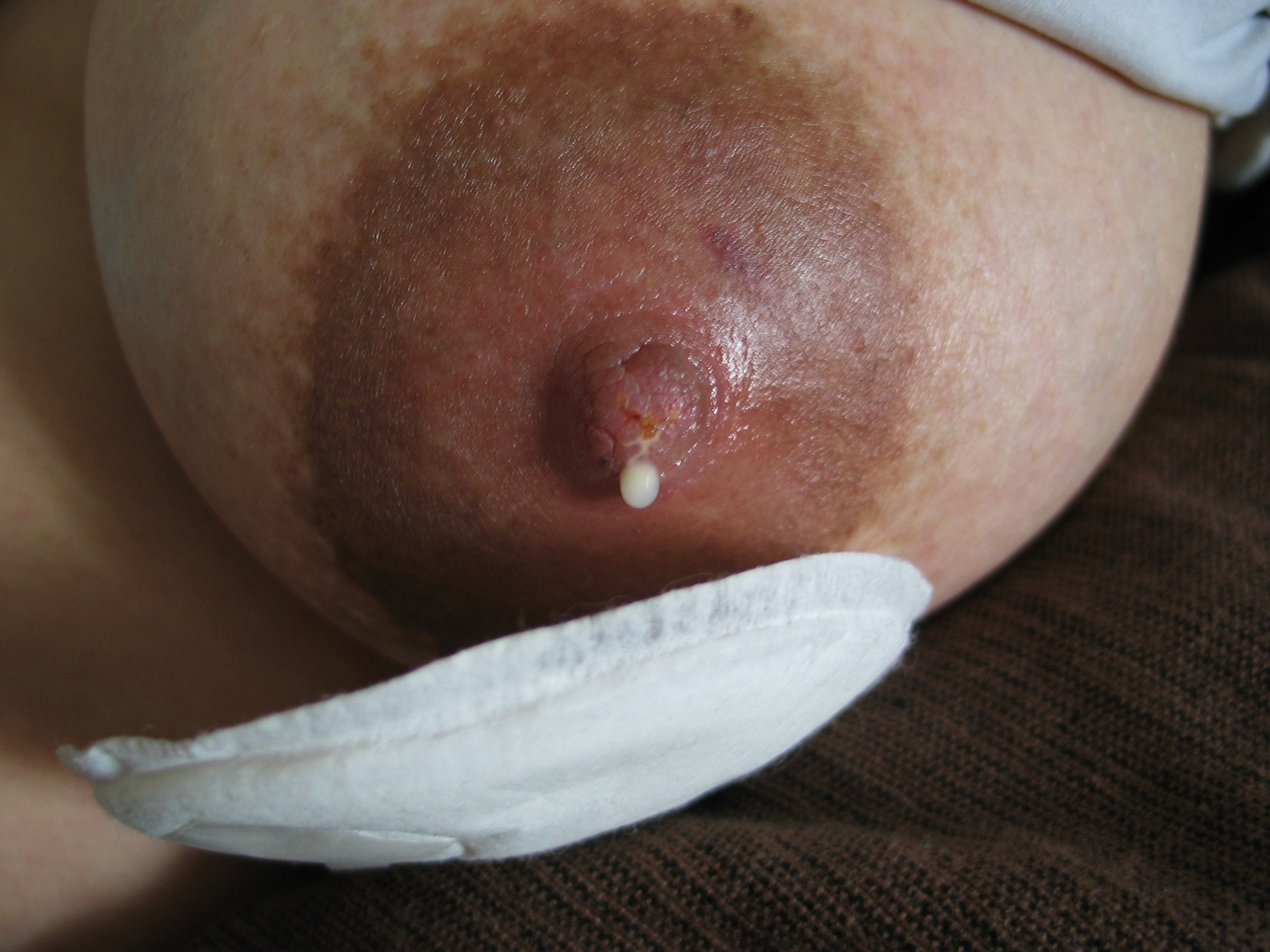
L'actuació.

La secreció del mugró és l'alliberament de líquid des dels mugrons dels pits. La «secreció anormal dels mugrons» pot descriure's com qualsevol secreció no associada a la lactància. La naturalesa de la secreció pot variar en color, consistència i composició, i es pot produir en un o en els dos pits. Tot i que es considera normal en una àmplia varietat de circumstàncies, és la tercera raó principal relacionada amb les mamelles per a la qual les dones busquen atenció mèdica, després dels bonys als pits i dolors de mama. També se sap que es produeixen en nois i noies adolescents que passen per la pubertat.
La secreció del mugró pot ser llet com a resultat de l'embaràs o problemes hormonals (com la prolactina alta), o pot ser a causa d'una malaltia de la mama subjacent. Al voltant del 3% dels casos es deuen a un càncer.

## Senyals i símptomes
La secreció del mugró es refereix a qualsevol líquid que es filtri fora del mugró de la mama. La secreció del mugró no es produeix en dones lactants. La secreció en dones que no estan embarassades o en dones que no alletin sol causar preocupació. Els homes que tenen secrecions dels mugrons no són típics; la secreció dels mugrons d'homes o de nens pot indicar un problema. La secreció dels mugrons pot aparèixer sense prémer els mugrons o quan s'estrenyen. Un mugró pot tenir una secreció mentre l'altre no. La secreció pot ser clara, verda, sagnant, marró o de color groc. La consistència pot ser espessa, clara, enganxosa o aquosa.

## Tractament
Inicialment, sempre s'indica una avaluació de malignitat. Si no es troba cap anormalitat, una escissió quirúrgica del conducte galactòfor pot resoldre els símptomes. El tractament també depèn de si és present la secreció d'un conducte únic o múltiple, i si els símptomes de la secreció del mugró són angoixants per a la pacient. En alguns casos, pot ser que no calgui cap altra intervenció; en altres casos, pot ser que sigui apropiada la microdocectomia o una escissió del conducte terminal. Si la pacient vol conservar la capacitat de lactància i només hi ha secrecions d'un únic conducte, cal tenir en compte la ductoscòpia o la galactografia per realitzar una escissió localitzada del conducte.